# Pit Janzen
Pit Janzen (* 19. Januar 1944 im Deutschen Reich) ist ein deutscher Filmarchitekt, Bühnen- und Szenenbildner.

## Leben und Wirken
Janzen erhielt eine praktische Ausbildung zum Schreinergesellen, studierte anschließend Innenarchitektur bis zum Diplom und unternahm erste berufliche Schritte als Fotoassistent. Seit 1972 wird er als Filmarchitekt bzw. Szenenbildner eingesetzt. In dieser Funktion gestaltete Janzen Filmarchitekturen bzw. Szenenbilder für alle möglichen Genres: Das Theaterstück wie den Messebau, die Werbung wie die TV-Comedy, das historische Fernsehdrama wie die Unterhaltungsshow.
Mit Helmut Dietl arbeitete er bei der Erfolgsserie Monaco Franze zusammen, zu Vojtěch Jasnýs Böll-Adaption Ansichten eines Clowns, einem Kinofilm, lieferte Janzen bereits 1975 die Ausstattung, und zwischen 1988 und 1996 gestaltete er auch die Dekorationen zu fünf Tatort-Krimis. 2006 beendete Pit Janzen, der auch mit den Regisseuren Marco Serafini, Rainer Wolffhardt, Bernd Fischerauer und Günter Gräwert zusammengearbeitet hatte, seine filmischen Aktivitäten.

## Filmografie
Als Fernseharchitekt, wenn nicht anders angegeben
- 1975: Ansichten eines Clowns (Kino)
- 1981–1983: Monaco Franze – Der ewige Stenz (Serie)
- 1985: Operation Dead End (Kino)
- 1986: Der Unfried
- 1987: Flohr und die Traumfrau
- 1988: Tatort: Moltke
- 1989: Heidi und Erni (Serie)
- 1990: Schweig Bub!
- 1990: Wohin die Liebe fällt
- 1992: Langer Samstag
- 1993: Dann eben mit Gewalt
- 1993: Tatort: Himmel und Erde
- 1994: Tatort: Im Herzen Eiszeit
- 1995: Ein Herz für Laura
- 1996: Tatort: Der Spezialist
- 1996: Tatort: Das Mädchen mit der Puppe
- 1997: Busenfreunde
- 1997: 2 Männer, 2 Frauen – 4 Probleme!? (Kino)
- 1999: Rendezvous mit dem Teufel
- 2000: Ein unmöglicher Mann (Mehrteiler)
- 2001: Wenn die Liebe verlorengeht
- 2002: Wie die Karnickel (Kino)
- 2003: Stärker als der Tod
- 2003: Engelchen flieg
- 2004: Der geteilte Raum
- 2004: Eine Krone für Isabell
- 2005: Tollpension
- 2006: Die Liebesflüsterin